# Okabe Nagamoto
Okabe Nagamoto (岡部長職?) (3 de enero de 1855-27 de diciembre de 1925) fue el último daimio del dominio Kishiwada y una figura clave durante la transición de Japón del período Edo al período Meiji. Como miembro de la antigua nobleza feudal, desempeñó un papel importante en la modernización de Japón, ocupando importantes cargos en el gobierno Meiji. Su vida refleja los desafíos de adaptación enfrentados por la nobleza japonesa en uno de los períodos más transformadores de su historia.

## Biografía

### Primeros años y ascenso como daimio
Okabe nació como miembro de la familia Okabe, gobernantes del dominio Kishiwada. En 1868, a los 15 años, asumió el liderazgo del dominio en un contexto de tensiones internas conocido como el disturbio de Kishiwada. Este conflicto giraba en torno a la posición del dominio frente a las facciones prosogunato y proimperiales durante la Restauración Meiji.
En 1869, con la implementación de la política de devolución de tierras al emperador, Okabte fue designado gobernador del dominio Kishiwada. Sin embargo, en 1871, el sistema feudal fue abolido mediante la política de abolición del sistema han, lo que marcó el fin de los dominios y obligó a Okabe a trasladarse a Tokio, cerrando así más de dos siglos de gobierno de la familia Okabe en Kishiwada.

### Educación y formación internacional
En Tokio, Okabe estudió inglés en academias privadas antes de ingresar al instituto Keiō Gijuku, donde recibió el apoyo del profesor Fukuzawa Yukichi. En 1875, fue enviado a los Estados Unidos, matriculándose en la Universidad de Yale, una experiencia que amplió su perspectiva y sentó las bases para su futura carrera política.

### Carrera en el gobierno Meiji
A su regreso a Japón, Okabe asumió diversos cargos importantes en el gobierno:
- Vicecanciller del Ministerio de Asuntos Exteriores.
- Gobernador de Tokio.
- Ministro de Justicia.
- Miembro de la Cámara de los Pares.

Además, fue consejero privado del Consejo Imperial, donde contribuyó a la administración judicial y política del país. También participó en negociaciones internacionales y proyectos de desarrollo en Asia.

### Legado personal y cultural
Okabe era conocido por su refinamiento cultural, interés en la poesía y el arte, y por su estilo de vida influido por su fe cristiana. Su carácter combinaba la elegancia de un antiguo señor feudal con una mentalidad moderna, ganándose el apodo de «primer ministro sofisticado».

## Premios
El 25 de junio de 1920, Okabe fue condecorado con la Orden del Sagrado Tesoro de primera clase, una de las distinciones más prestigiosas otorgadas en Japón, en reconocimiento a sus contribuciones al Gobierno y la sociedad.